# Château de Coatilliau
Le château de Coatilliau est situé sur la commune de Ploubezre, dans les Côtes-d'Armor. 

## Historique

### Origine du château de Coatilliau
Il fut la propriété de la famille de Kergariou du XVIIe au XXe siècle. L'orthographe est aussi Coëtilliau au Moyen Âge.
Benjamin Jollivet, auteur d'un ouvrage sur les Côtes-d'Armor, écrivait en 1859 : « Coatilliau  est un château moderne appartenant à M. de Kergariou, l'un des descendants d'Alexandre de Kergariou, qui, en 1586, fut nommé capitaine-gouverneur de la ville et château de Morlaix. Cette habitation possède un fort beau parc. En avant, on remarque deux douves profondes où l'on mettait jadis des sangliers »[réf. non conforme].

### Famille de Kergariou
- La famille noble de Kergariou est originaire de Tréguier. D'extraction chevaleresque de 1340, elle est admise aux Honneurs de la cour sous le règne de Louis XIV[3].

- Pierre-Maurice de Kergariou, chevalier, seigneur de Coëtillau en Ploubezre (C-du.N), maintenu noble  en Bretagne le 21 mars 1669[4].

- René-Fiacre de Kergariou dit Comte de Kergariou, sieur de Kergrist de Coetillio "Coatilliau" (paroisse de Ploubezre) et de Kervégan (paroisse de Servel), Conseiller au Parlement de Bretagne de 1756 à 1785, de la branche de La Grandville en Bringolo[5][réf. non conforme]

- Charlotte de Kergariou, née le 20 avril 1888 au château de Rosampoul (Finistère), épouse de Maurice David de Drézigué, médecin-major de Ire classe, décédée à Saint-Malo le 23 avril 1914.